# Rush Valley (Utah)
Rush Valley est une municipalité américaine située dans le comté de Tooele en Utah.
Lors du recensement de 2010, sa population est de 447 habitants. La municipalité s'étend alors sur une superficie de 18,34 milles carrés (47,5 km2).
Rush Valley résulte de la fusion de Clover, nommée en raison d'un champ de trèfles (en anglais : clovers), et de Saint John, fondée en 1867 par des habitants de Clover et nommée en l'honneur d'un leader de l'Église mormone John Rowberry.